# 山口八九子
山口 八九子（やまぐち はちくし、1890年10月11日‐1933年10月2日）とは明治時代から昭和時代にかけての日本画家、南画家。

## 来歴
京都の生まれ。京都市立絵画専門学校で学んだ後、元、明時代の南宗画を研究して日本画を製作した。俳人でもった。また、帝展に作品を出品した他、日本南画院にも作品を出品している。伝統木版を使用した封筒なども手がけている。

## 作品
- 「西本願寺」 木版封筒
- 「くらま山」 木版封筒